# António Marques
António dos Anjos Marques (1941 — Cascais, 24 de novembro de 2021) foi um actor e dobrador português.

## Carreira
Interpretou o papel de "Cabral" na série "Morangos com Açúcar", numa participação especial e no Brasil ele participou da novela "Xica da Silva" como Sr. Pereira, um comerciante judeu perseguido pela Inquisição.[carece de fontes?] Costumava atuar principalmente no teatro, embora tenha feito outras participações na televisão.
Morreu a 24 de novembro de 2021, em Cascais, pouco após completar 80 anos.

## Dobragens
- A Volta ao mundo de Willy Fog, Willy Fog (1.ª Dobragem - RTP anos 1980)
- Os Três Mosqueteiros (anime), Senhor de Treville, Máscara de Ferro
- O Rei Leão, Mufasa
- Pocahontas, Governador Ratcliffe
- Space Jam, Charles Barkley, Bang Monstar, árbitro
- Flubber, Wesson
- Hércules, Narrador
- O Castelo Encantado da Princesa Cisne, Lord Rogers
- Babe: Um Porquinho na Cidade, Thelonius
- Mulan, Grande  Ancestral
- O Rei Leão 2: O Reino de Simba, Mufasa
- Branca de Neve e os Sete Anões, Caçador
- Pocahontas II - Viagem a um Novo Mundo, Governador Ratcliffe
- Harry Potter e a Pedra Filosofal, Hagrid
- Harry Potter e a Câmara dos Segredos, Hagrid
- Homem-Aranha, Tio Ben
- Looney Tunes: De Novo em Acção, Segurança
- O Gato, Narrador
- Homem-Aranha 2, Tio Ben
- Harry Potter e o Prisioneiro de Azkaban, Hagrid
- Harry Potter e o Cálice de Fogo, Hagrid
- Pacha e o Imperador 2: A Grande Aventura de Kronk, Papi
- Selvagem, pai do Samson
- O Rafeiro, Lance Strictland
- Carros, Tex
- Boog e Elliot Vão À Caça, Gordy
- Balbúrdia na Quinta, Ben
- Homem-Aranha 3, Tio Ben
- Up - Altamente, Charles Muntz
- Força-G, Avô Goodman
- Astro Boy, Presidente Stone
- Harry Potter e a Ordem da Fénix [o jogo], Hagrid
- Harry Potter e o Príncipe Misterioso [o jogo], Hagrid
- Alice no País das Maravilhas, Humpty Dumpty
- Lenda dos Guardiões, Twilight
- Carros 2, Tony Trihull
- Frozen - O Reino do Gelo, Granpabbie
- Aviões: Equipa de Resgate, Mayday
- Big Hero 6, Robert Callaghan
- Alice do Outro Lado do Espelho, Humpty Dumpty
- Carros 3, Tex Dinoco
- Frozen II: O Reino do Gelo - Granpabbie

## Televisão
- 1963 - Noite de Reis
- 1965 - A Menina Feia
- 1974 - Fuenteovejuna
- 1977 - A Maluquinha de Arroios
- 1978 - Ivone, a Faz Tudo
- 1980 - Retalhos da Vida de um Médico
- 1981 - Tragédia da Rua das Flores
- 1986 - Duarte & C.a
- 1989 - Um Chapéu de Palha de Itália
- 1989 - Caixa Alta
- 1990 - Histórias Que o Diabo Gosta
- 1991 - Terra Instável
- 1993 - Felizmente, Há Luar!
- 1993 - Conto de Natal
- 1994 - Filumena Marturano
- 1996 - Xica da Silva
- 1997 - Fátima
- 1999 - Jornalistas
- 1999 - Um Sarilho Chamado Marina
- 2001 - A Padroeira
- 2001 - A Senhora das Águas
- 2002 - Um Estranho em Casa
- 2002/2003 - Tudo por Amor
- 2003 - A Minha Sogra é Uma Bruxa
- 2003 - O Teu Olhar
- 2003 - Coração Malandro
- 2004 - Inspector Max
- 2005 - Mundo Meu
- 2005/2006 - Morangos com Açúcar
- 2006 - 7 Vidas
- 2007 - Doce Fugitiva
- 2007 - Conta-me como Foi
- 2008 - Podia Acabar o Mundo
- 2010 - Perfeito Coração
- 2010 - Regresso a Sizalinda
- 2010 - A Noite do Fim do Mundo
- 2011 - Liberdade 21
- 2014 - O Beijo do Escorpião
- 2015 - A Única Mulher
- 2016 - A Impostora

## Cinema
- Portugal S. A. (2004) como "Conservador"
- Quem É Ricardo? (2004) como "Chefe da Brigada"

## Publicidade
- Iglo (Nuggets de Frango Iglo) - Voz do Capitão Iglo